# Akke Nordwall
Akke Nordwall, Axel Wilhelm Nordwall, född 2 mars 1939 i Helsingborg, död 3 maj 2011 i Bromma, var en svensk scenograf och dekormålare.
Nordwall var huvudsakligen verksam på Stockholms stadsteater, men även vid Riksteatern, Helsingborgs stadsteater och Skaraborgs länsteater. Han är gravsatt i minneslunden på Råcksta begravningsplats.
Akke Nordwall var son till skådespelaren Yngve Nordwall och konstnären Elvine Nordwall; skådespelaren Gurie Nordwall är en syster. Akke Nordwall är far till konstnären Leo Nordwall och Lotta Norrthon.

## Teater

### Scenografi
| År   | Produktion                                            | Upphovsmän                                     | Regi               | Teater                                  | Noter                                      |
| ---- | ----------------------------------------------------- | ---------------------------------------------- | ------------------ | --------------------------------------- | ------------------------------------------ |
| 1962 | Värmebölja Hot Summer Night                           | Ted Willis                                     | Lars-Erik Liedholm | Helsingborgs stadsteater                |                                            |
| 1963 | Vi har fyr för oss, revy                              | Bros. Corp.                                    | Ragnar Sörman      | Boulevardteatern                        |                                            |
| 1965 | Buren The Brig                                        | Kenneth Brown Översättning Lars Kleberg        | Sten Lonnert       | Stockholms stadsteater                  |                                            |
| 1965 | Kääärlek Luv                                          | Murray Schisgal Översättning Petter Bergman    | Keve Hjelm         | Stockholms stadsteater på Lilla Teatern |                                            |
| 1966 | Köket The Kitchen                                     | Arnold Wesker Översättning Göran O. Eriksson   | Ernst Günther      | Norrköping-Linköping stadsteater        |                                            |
| 1967 | Viet Rock                                             | Megan Terry                                    | Sten Lonnert       | Stockholms stadsteater                  |                                            |
| 1967 | Leva som svin                                         | John Arden                                     | Sten Lonnert       | Stockholms stadsteater                  |                                            |
| 1968 | Jaktscener                                            | Martin Sperr                                   | Ernst Günther      | Stockholms stadsteater                  |                                            |
| 1969 | Familjen Tot                                          | István Örkény                                  | Ernst Günther      | Stockholms stadsteater                  | Scenografi och kostym                      |
| 1969 | Vita horan                                            | Tom Eyen                                       | Pi Lind            | Stockholms stadsteater                  |                                            |
| 1971 | Slutet gott, allting gott                             | William Shakespeare                            | Jonas Cornell      | Stockholms stadsteater                  |                                            |
| 1971 | De vilda svanarna                                     | H.C. Andersen                                  | Fred Hjelm         | Stockholms stadsteater                  |                                            |
| 1972 | Tillståndet                                           | Kent Andersson och Bengt Bratt                 | Fred Hjelm         | Stockholms stadsteater                  |                                            |
| 1976 | Den girige                                            | Molière                                        | Yves Bureau        | Stockholms stadsteater                  |                                            |
| 1977 | Onda andar                                            | Fjodor Dostojevskij                            | Ernst Günther      | Dramaten                                |                                            |
| 1979 | Två på häst och en på åsna Dva na koni, jeden na oslu | Oldrich Danek Bearbetning Olle Adolphson       | Thomas Ryberger    | Stockholms stadsteater                  | Scenografi och kostym                      |
| 1981 | Lördag, söndag, måndag                                | Eduardo De Filippo                             | Andris Blekte      | Stockholms stadsteater                  |                                            |
| 1981 | Från regnormarnas liv                                 | Per Olov Enquist                               | Ernst Günther      | Dramaten                                |                                            |
| 1986 | Parken Der Park                                       | Botho Strauss Översättning Monica Ohlsson      | Jan Maagaard       | Stockholms stadsteater                  | Scenografi och kostym                      |
| 1996 | 900 Oneonta Street 900 Oneonta                        | David Beaird Översättning Gustaf Elander       | Gustaf Elander     | Stockholms stadsteater                  | Scenografi och kostym                      |
| 2002 | Regnbågens rot                                        | Inger Alfvén                                   | Margita Ahlin      | Helsingborgs stadsteater                | Scenografi och kostym                      |
| 2002 | Klaga månde Elektra Mourning Becomes Electra          | Eugene O'Neill Översättning Sven Barthel       | Göran Stangertz    | Helsingborgs stadsteater                | Scenografi och kostym                      |
| 2002 | En julsaga                                            | Charles Dickens Översättning Fransesca Quartey | Fransesca Quartey  | Helsingborgs stadsteater                | Scenografi Tillsammans med Yvonne Ericsson |
| 2003 | Himmavid Masjävlar                                    | Maria Blom Bearbetning Dan Kandell             | Jan Nielsen        | Helsingborgs stadsteater                | Scenografi och kostym                      |